# Кајахога Фолс (Охајо)
Кајахога Фолс (енгл. Cuyahoga Falls) град је у америчкој савезној држави Охајо.

## Демографија
По попису из 2010. године број становника је 49.652, што је 278 (0,6%) становника више него 2000. године.
| Група             | 2000.          | 2010.          |
| Белци             | 47.102 (95,4%) | 45.939 (92,5%) |
| Афроамериканци    | 923 (1,9%)     | 1.642 (3,3%)   |
| Азијати           | 520 (1,1%)     | 573 (1,2%)     |
| Хиспаноамериканци | 309 (0,6%)     | 672 (1,4%)     |
| Укупно            | 49.374         | 49.652         |